# 19-XX
Classificazione delle ricerche matematiche: sezioni di livello 1

00-XX 01 03 05 06 08 | 11 12 13 14 15 16 17 18 19 20 22 | 26 28 30 31 32 33 34 35 37 39 40 41 42 43 44 45 46 47 49 | 
 51 52 53 54 55 57 58 | 60 62 65 68 | 70 74 76 78 | 80 81 82 83 85 86 | 90 91 92 93 94 97-XX
In matematica 19-XX è la sigla della sezione primaria dello schema di classificazione MSC dedicata alla K-teoria.
Questa pagina presenta la struttura ad albero delle sue sottosezioni secondarie e terziarie.

## 19-XX
K-teoria
[vedi anche 16E20, 18F25]
- 19-00 opere di riferimento generale (manuali, dizionari, bibliografie ecc.)
- 19-01 esposizione didattica (libri di testo, articoli tutoriali ecc.)
- 19-02 presentazione di ricerche (monografie, articoli di rassegna)
- 19-03 opere storiche {!va assegnato almeno un altro numero di classificazione della sezione 01-XX}
- 19-04 calcolo automatico esplicito e programmi (non teoria della computazione o della programmazione)
- 19-06 atti, conferenze, collezioni ecc.

## 19Axx
gruppi di Grothendieck e K0
[vedi anche 13D15, 18F30]
- 19A13 stabilità per moduli proiettivi [vedi anche 13C10]
- 19A15 generazione efficiente
- 19A22 induzione di Frobenius, anelli di Burnside ed anelli di rappresentazione
- 19A31 K0 di anelli gruppo e di ordini
- 19A49 K0 di altri anelli
- 19A99 argomenti diversi dai precedenti, ma in questa sezione

## 19Bxx
gruppi di Whitehead e K1
- 19B10 condizioni di range?estensione stabile
- 19B14 stabilità per gruppi lineari
- 19B28 K1 di anelli gruppo e di ordini [vedi anche 57Q10]
- 19B37 problemi dei sottogruppi di congruenza [vedi anche 20H05]
- 19B99 argomenti diversi dai precedenti, ma in questa sezione

## 19Cxx
gruppi di Steinberg e K2
- 19C09 estensioni centrali e moltiplicatori di Schur
- 19C20 simboli, presentazioni di K2
- 19C30 K2 ed il gruppo di Brauer
- 19C40 excisione per K2
- 19C99 argomenti diversi dai precedenti, ma in questa sezione

## 19Dxx
K-teoria algebrica superiore
- 19D06 Q-costruzioni e plus-costruzioni
- 19D10 K-teoria algebrica degli spazi
- 19D23 categorie monoidali simmetriche [vedi anche 18D10]
- 19D25 K-teoria di Karoubi-Villamayor-Gersten
- 19D35 K-teoria negativa, NK e Nil
- 19D45 simboli superiori, K-teoria di Milnor
- 19D50 calcoli della K-teoria superiore degli anelli [vedi anche 13D15, 16E20]
- 19D55 K-teoria ed omologia; omologia ciclica e coomologia [vedi anche 18G60]
- 19D99 argomenti diversi dai precedenti, ma in questa sezione

## 19Exx
K-teoria nella geometria
- 19E08 K-teoria degli schemi [vedi anche 14C35]
- 19E15 cicli algebrici e coomologia dei motivi [vedi anche 14C25, 14C35]
- 19E20 relazioni con le teorie di coomologia [vedi anche 14Fxx]
- 19E99 argomenti diversi dai precedenti, ma in questa sezione

## 19Fxx
K-teoria nella teoria dei numeri
[vedi anche 11R70, 11S70]
- 19F05 teoria generalizzata dei campi di classi [vedi anche 11G45]
- 19F15 simboli ed aritmetica [vedi anche 11R37]
- 19F27 coomologia etale, regolatori superiori, funzioni zeta e funzioni L [vedi anche 11G40, 11R42, 11S40, 14F20, 14G10]
- 19F99 argomenti diversi dai precedenti, ma in questa sezione

## 19Gxx
K-teoria delle forme
[vedi anche 11Exx]
- 19G05 stabilità per moduli quadratici
- 19G12 gruppi di Witt di anelli [vedi anche 11E81]
- 19G24 L-teoria degli anelli gruppo [vedi anche 11E81]
- 19G38 K-teoria hermitiana, relazioni con la K-teoria degli anelli
- 19G99 argomenti diversi dai precedenti, ma in questa sezione

## 19Jxx
ostruzioni dalla topologia
- 19J05 finitezza ed altre ostruzioni in K0
- 19J10 torsione di Whithead (e collegate)
- 19J25 ostruzioni alla chirurgia [vedi anche 57R67]
- 19J35 ostruzioni alle azioni di gruppo
- 19J99 argomenti diversi dai precedenti, ma in questa sezione

## 19Kxx
K-teoria ed algebre di operatori
[vedi principalmente 46L80, ed anche 46M20]
- 19K14 K0 come gruppo ordinato, tracce
- 19K33 EXT e K-omologia [vedi anche 55N22]
- 19K35 teoria di Kasparov (KK-teoria) [vedi anche 58J22]
- 19K56 teoria dell'indice [vedi anche 58J20, 58J22]
- 19K99 argomenti diversi dai precedenti, ma in questa sezione

## 19Lxx
K-teoria topologica
[vedi anche 55N15, 55R50, 55S25]
- 19L10 teoremi di Riemann-Roch, caratteri di Chern
- 19L20 J-omomorfismo, operazioni di Adams [vedi anche 55Q50]
- 19L41 K-teoria connettiva, cobordismo [vedi anche 55N22]
- 19L47 K-teoria equivariante [vedi anche 55N91, 55P91, 55Q91, 55R91, 55S91]
- 19L50 K-teoria ritorta; K-teoria differenziale
- 19L64 computazioni, applicazioni geometriche
- 19L99 argomenti diversi dai precedenti, ma in questa sezione

## 19M05
applicazioni varie della K-teoria
- 19M05 applicazioni varie della K-teoria
- 19M99 argomenti diversi dai precedenti, ma in questa sezione